# Жінка-метелик
«Жінка-метелик» (англ. The Butterfly Tree) — австралійська драматична стрічка про батька та сина, які закохались в одну й ту ж жінку, відкривши старі рани після смерті матері підлітка.

## Сюжет
Самотній Алан живе з сином-підлітком Фіном. Хлопчик любить створювати колажі з крилець метеликів. У вікні сусідки він бачить напівоголену Евелін — королеву бурлеску. Невдовзі він знайомиться з нею.
Алан проводить ніч зі своєю студенткою Шеллі. Чоловік виявляє відсутність гаманця та повертається в квіткову крамницю, де Евелін не втрачає можливості пофліртувати з ним. Фін фотографує Евелін і товаришує з нею. Через вікно вони бачать як Шеллі переслідує Алана. Він просить дати йому спокій. Фін втікає з дому та ховається в машині Евелін. Батько шукає сина, а той обливає улюблений автомобіль тата фарбою. У ярості Алан спилює дерево, під яким син розводив метеликів.
Евелін оперують і видаляють груди. Батько дає сину прочитати передсмертну записку матері. Фін ховає речі мами в лісі та йде з Аланом на вечірку з нагоди виписки Евелін.  

## У ролях
| Актор          | Роль   |
| -------------- | ------ |
| Мелісса Джордж | Евелін |
| Ед Оксенбоулд  | Фін    |
| Юен Леслі      | Ал     |
| Софі Лоу       | Шеллі  |
| Лорен Діллон   | Роуз   |
| Стів Нейшен    | Вінс   |

## Створення фільму

### Виробництво
Зйомки фільму проходили в Голд-Кості, Австралія.

### Знімальна група
- Кінорежисер — Прісцилла Камерон
- Сценарист — Прісцилла Камерон
- Кінопродюсер — Бріджет Коллов-Райт
- Композитор — Кейтлін Єо
- Кінооператор — Джейсон Гаргрівс
- Кіномонтаж — Родріго Боларт
- Художник-постановник — Чарлі Шеллі
- Артдиректор — Дуг Френкс
- Художник з костюмів — Кріссі Фланнері
- Підбір акторів — Ніккі Барретт, Пітер Расуссен[2].

## Сприйняття
Фільм отримав змішані відгуки. На сайті Rotten Tomatoes оцінка стрічки становить 55 % на основі 11 відгуків від критиків (середня оцінка 6,0/10). Фільму зарахований «гнилий помідор» від кінокритиків, Internet Movie Database — 5,2/10 (257 голосів).